# 10. март
10. март (10.03) је 69. дан у години по грегоријанском календару (70. у преступној години). До краја године има још 296 дана.

## Догађаји
- 241. п. н. е. — Римска република је поразила Картагину у пресудној поморској бици код Егатских острва.
- 1528 — У Бечу као јеретик на ломачи спаљен Балтазар Хубмајер, један од вођа аустријских баптиста.
- 1629 — Енглески краљ Чарлс I распушта парламент чиме почиње једанаестогодишњи период током кога се енглески парламент није састајао (Тринаестогодишња тиранија).
- 1813 — Први пут је додељено немачко војно одликовање Гвоздени крст.
- 1834 — У околини Дервенте избила је Поп-Јовичина буна против турске власти.
- 1876 — Александер Грејам Бел је остварио први двосмерни телефонски позив.
- 1915 — У Чикагу одржан Први југословенски народни сабор, с представницима 486 разних исељеничких организација из САД и Канаде, као прва велика јавна манифестација у свету у корист идеје о ослобађању и уједињењу јужнословенских народа у једну државу.
- 1922 — Британске власти ухапсиле Махатму Гандија и оптужиле га за побуну.
- 1948 — Шеф дипломатије Чехословачке Јан Гариг Масарик, син првог председника Чехословачке Томаша Масарика, извршио самоубиство искочивши кроз прозор зграде Министарства у Прагу.
- 1952 — Суочен са могућим изборним поразом, бивши председник Кубе Фулгенсио Батиста је извршио државни удар и преузео власт.
- 1959 — У Ласи, главном граду Тибета, избила побуна против кинеске власти. После вишедневних уличних борби Кинези угушили побуну, далај лама избегао у Индију.
- 1968 — У фериботу који се преврнуо у луци града Велингтон на Новом Зеланду погинуло најмање 200 људи.
- 1969 — Џејмс Ерл Реј, оптужен за убиство црначког лидера Мартина Лутера Кинга 4. априла 1968, осуђен на 99 година затвора.
- 1974 — Јапански поручник Хиро Онаде предао се, после 29 година скривања у џунгли, филипинским властима, објаснивши да није добио наређење о повлачењу и престанку рата САД и Јапана.
- 1975 — Снаге Северног Вијетнама су напале град Буон Ма Туот, чиме је започела офанзива која је довела до пада Јужног Вијетнама.
- 1978 — Полетео први прототип авиона Мираж 2000.
- 1990 — Суд у Ираку осудио на смрт британског новинара Фарзада Базофта због шпијунаже. Упркос таласу протеста у иностранству и апела ирачким властима да му поштеде живот, погубљен 15. марта.
- 1991 — У Београду почеле студентске демонстрације познате и као „Плишана револуција“.
- 1993 — Сухарто шести пут изабран за председника Индонезије.
- 1995 — У експлозији испред џамије у пакистанском граду Карачију и пуцњави једног терористе на људе који су потрчали да помогну повређенима, погинуло 12 људи, укључујући петоро деце, а 26 повређено.
- 1997 — Ватикан успоставио дипломатске односе с Либијом.
- 2000 — Асоцијација независних електронских медија протестовала код власти Србије због затварања независних радио и телевизијских станица у Србији, оцењујући да та акција власти поприма алармантне размере.
- 2001 — САД условиле економску помоћ Југославији сарадњом с Међународним судом за ратне злочине у Хагу, захтевајући изручење оптужених за ратне злочине, пре свега бившег председника Слободана Милошевића и ратног команданта Војске Републике Српске Ратка Младића до 31. марта. После хапшења Слободана Милошевића 1. априла исте године САД одобриле помоћ Југославији од 50 милиона долара.
- 2002 — У одмазди за погибију 11 Израелаца у самоубилачком бомбашком нападу арапских екстремиста у Јерусалиму, израелски хеликоптери разорили седиште палестинског вође Јасера Арафата у Гази.
- 2006 —
  - Агим Чеку је нови премијер Косова и Метохије.
  - У близини Подгорице заустављен шлепер са 1000 калашњикова
  - На Беовизији 2006. победили Фламингоси и Луис.

## Рођења
- 1503 — Фердинанд I, цар Светог римског царства. (прем. 1564)[1]
- 1762 — Јеремијас Бенјамин Рихтер, немачки хемичар. (прем. 1807)[2]
- 1772 — Фридрих фон Шлегел, немачки књижевник, књижевни критичар, филозоф и филолог. (прем. 1829)[3]
- 1844 — Пабло де Сарасате, шпански виолиниста. (прем. 1908)[4]
- 1880 — Владислав Петковић Дис, српски песник. (прем. 1917)
- 1923 — Вал Логсдон Фич, амерички физичар, добитник Нобелове награде за физику (1980). (прем. 2015)[5]
- 1935 — Борислав Радовић, српски песник, есејиста и преводилац. (прем. 2018)[6]
- 1936 — Сеп Блатер, швајцарски фудбалски функционер, 8. председник ФИФА.[7]
- 1940 — Чак Норис, амерички мајстор борилачких вештина, глумац, продуцент и сценариста.[8]
- 1941 — Џорџ Смит, амерички биолог, добитник Нобелове награде за хемију (2018).[9]
- 1957 — Осама бин Ладен, саудијски милионер и терориста. (прем. 2011)[10]
- 1957 — Шенон Твид, канадска глумица и модел.[11]
- 1958 — Шерон Стоун, америчка глумица, продуценткиња и модел.[12]
- 1958 — Драган Чавић, српски политичар, 5. предсједник Републике Српске.[13]
- 1962 — Богдан Кузмановић, српски глумац.[14]
- 1968 — Павел Срничек, чешки фудбалски голман. (прем. 2015)
- 1971 — Џон Хам, амерички глумац.[15]
- 1972 — Тимбаланд, амерички музичар, музички продуцент и ди-џеј.[16]
- 1973 — Ева Херцигова, чешки модел и глумица.[17]
- 1976 — Барбара Шет, аустријска тенисерка.[18]
- 1977 — Робин Тик, амерички музичар и музички продуцент.[19]
- 1978 — Бен Бернли, амерички музичар, најпознатији као члан групе Breaking Benjamin.[20]
- 1981 — Самјуел Ето, камерунски фудбалер.[21]
- 1983 — Кари Андервуд, америчка музичарка.
- 1984 — Оливија Вајлд, америчка глумица.[22]
- 1988 — Иван Ракитић, хрватски фудбалер.[23]
- 1992 — Габријела Пејчев, српско-бугарска певачица.
- 1993 — Џек Батленд, енглески фудбалски голман.[24]
- 1995 — Зак Лавин, амерички кошаркаш.[25]
- 1997 — Белинда Бенчич, швајцарска тенисерка.[26]
- 2000 — Роко Блажевић, хрватски певач.
- 2003 — Никола Кнежевић, српски фудбалер.

## Смрти
- 1391 — Стефан Твртко I Котроманић, српски бан и краљ средњовековне Босне. (рођ. 1338)[27]
- 1852 — Стојан Симић, уставобранитељ. (рођ. 1797)[28]
- 1856 — Јован Поповић Стерија, први српски комедиограф. (рођ. 1806)[29]
- 1872 — Ђузепе Мацини, италијански револуционар. (рођ. 1808)[30]
- 1875 — Светозар Марковић публициста, социјалиста и политичар друге половине XIX века. (рођ. 1846)[31]
- 1940 — Михаил Афанасјевич Булгаков, руски књижевник, драматург и лекар. (рођ. 1891)[32]
- 1997 — Најдан Пашић, публициста, професор Универзитета у Београду и судија Уставног суда Србије. (рођ. 1922)
- 2000 — Иво Робић, хрватски певач. (рођ. 1923)[33]
- 2002 — Винко Кандија, рукометни тренер и спортски радник. (рођ. 1934)[34]
- 2012 — Вера Ивковић, српска певачица. (рођ. 1949)
- 2020 — Десимир Станојевић, познати српски глумац (рођ. 1950)[35]
- 2020 — Изета Беба Селимовић, босанскохерцеговачка и југословенска певачица (рођ. 1939)[36]
- 2022 — Рајко Ђурђевић, српски драмски писац и новинар. (рођ. 1947)

## Празници и дани сећања
- Српска православна црква слави:
  - Светог Тарасија патријарха цариградског
  - Преподобног Пафнутија Кефаласа